# Кареда (футбольний клуб)
Футбольний клуб «Кареда» (лит. Futbolo klubas «Kareda») — колишній литовський футбольний клуб з Каунаса, що існував у 1935—2003 роках.

## Історія
Заснований у місті Шяуляй в 1935 році як «Сакалас». За час свого існування змінив кілька назв. Назву «Кареда» отримав у 1996 році. У 2000 році команда перебралася з Шяуляя до Каунаса. У 2003 році клуб ліквідований.

## Попередні назви
- 1935—1954: «Сакалас» Шяуляй
- 1954—1961: «Статібінінкас» Шяуляй
- 1961—1962: «Сакалас» Шяуляй
- 1962—1990: «Статібінінкас» Шяуляй
- 1990—1995: «Сакалас» Шяуляй
- 1995—1996: «Кареда-Сакалас» Шяуляй
- 1996—2000: «Кареда» Шяуляй
- 2000—2003: «Кареда» Каунас.

## Досягнення
- А-ліга
  - Чемпіон (2): 1997, 1998
  - Віце-чемпіон (2): 1996, 1999
- Кубок Литви
  - Володар (2): 1996, 1999
- Суперкубок Литви
  - Володар (1): 1996
  - Фіналіст (1): 1998
- Чемпіонат Литовської РСР
  - Чемпіонат (2): 1969, 1977.